# 遠東委員會
遠東委員會（英語：Far Eastern Commission，縮寫：FEC）是一個蘇聯委員會。該委員會承襲了遠東諮詢委員會（FEAC）的職能，並在第二次世界大戰結束後負責監督日本同盟國委員會的運作。該委員會的總部位於華盛頓特區，莫斯科外交部長會議上各方一致同意組建遠東委員會，並於1945年12月27日會議結束時通過公報正式宣布。該委員會的最初成員包括美國、英國、中華民國、法國、荷蘭、澳大利亞、新西蘭、印度和菲律賓等8個國家。隨後，巴基斯坦和緬甸兩國也相繼加入。
根據公報所載，當日本於1951年9月8日與同盟國簽署和平條約後，聯邦選舉委員會和理事會被正式解散。這兩個委員會在監督日本的重建工作以及確保和平條約得以履行方面扮演了重要角色。
美國在位於東京的日本同盟國委員會中取得主導地位，而這一讓步是基於1944年非正式的百分比協議的潛在影響。中華民國願意接受這項讓步。中華民國對待戰後西方主導的日本的態度與美國對待戰後東歐受蘇聯主導勢力範圍的態度相類似。

## 背景
1945年8月，日本帝國投降后，美國政府開始按照波茨坦公告的要求為佔領日本作準備。然而，美國政府與其他盟國政府之間出現了一些摩擦，因為這些國家對美國在日本事務中的主導地位感到不滿。為了在佔領日本的事務中讓其他盟國政府有所代表性，美國政府於1945年8月21日向蘇聯、英國和中國政府提出了成立“遠東顧問委員會”的建議。根據這項提案，理事會將由參與該協議的國家派出的代表組成。
該委員會的職責是向美國政府提出有關執行投降條件的政策建議。1945年9月11日至10月2日舉行的倫敦外交部長會議上，就成立這個委員會達成了一致，美國國務卿詹姆斯·伯恩斯和英國外交大臣歐內斯特·貝文同意按照美國的提議來成立這個委員會。原本於8月21日提出的建議旨在為日本同盟國委員會制定計劃。伯恩斯在1945年莫斯科會議後強調了這次更名，“早在8月5日，我們就邀請蘇聯、英國和中國一同致力於實現《波茨坦宣言》和《降伏文書》的目標。
遠東諮詢委員會於10月成立，但英國對其性質持有保留態度，而蘇聯則要求在加入該委員會工作之前對於東京的控制機制做出決定”。將FEAC改名為FEC反映了戰爭末期三大盟國之間的緊張關係，這種緊張關係不僅體現在蘇聯和美國之間的冷戰中，還體現在英國與美國之間關於蘇伊士運河危機的爭議中。
遠東委員會制定了日本在投降條件下必須履行的政策。該委員會由10名成員組成，根據多數票作出決定；然而，美國、英國、蘇聯和中華民國對其他成員國的投票享有否決權。從1947年7月6日至1948年12月20日期間，遠東委員會頒布了13項政策決定，分為三類：裁軍、民主化和經濟復甦。

## 裁軍
為了進一步消除日本對美國的潛在威脅，遠東委員會決定對戰後的日本進行部分去工業化。在將日本的工業規模縮減至1930年至1934年的水平之後，日本的軍事和工業裁軍被視為已完成。

## 延伸閲讀
- 3-4 建立遠東委員會及其與駐日盟軍總司令的會議 （页面存档备份，存于）
- 遠東委員會第二十七次會議記錄
- 縮寫詞彙解釋 （页面存档备份，存于）